# 田中西二郎
田中 西二郎（たなか せいじろう、1907年11月28日 - 1979年1月15日）は、日本の翻訳家。

## 人物・来歴
東京生まれ。東京商科大学卒。1930年中央公論社入社。文芸家協会、華北綜合調査研究所、一橋大学経済研究所などに勤務。文芸評論を志し「知識階級の文学論」、「鴎外と露伴」（『群像』1954年5月号）、「露伴に帰れ」（『群像』1954年8月号）などを発表。
また、英米文学の翻訳家としてハーマン・メルヴィル『白鯨』、グレアム・グリーン『情事の終り』など多くの翻訳を残した。初期の筆名は佐木狷介。白木茂、中村能三らと大久保康雄の元で下訳を担当し翻訳工場と呼ばれた。
『情事の終り』は映画化の際の邦題だが、田中はあえて『愛の終り』と訳し、そのまま文庫化されたが、その後改題した。
1961年、東京創元社の｢世界名作推理小説大系｣のために訳した『郵便配達は二度ベルを鳴らす』について、東京創元社がその年に倒産したため、田中はこの翻訳を新潮社に持ち込み1963年同書は新潮文庫の一冊として刊行。そのため、その後のしばらくの間、再建された東京創元社の翻訳の仕事は田中に依頼されなくなった。

## 翻訳
- 『白鯨』（メルヴィル、三笠書房） 1950、のち新潮文庫
- 『青春』（ジョゼフ・コンラッド、新潮文庫） 1951
- 『嵐が丘』（エミリ・ブロンテ、三笠書房） 1951、のち新潮文庫
- 『印度への道』（E・M・フォースター、新潮文庫） 1952
- 『アメリカ開拓物語』（フレッチャー,ドリッグス、東洋経済新報社）1953
- 『ジィキル博士とハイド氏』（スティヴンスン、河出文庫）1954
- 『黒猫』（ポウ、河出文庫） 1954
- 『アンクル・トムス・ケビン』（ストウ夫人、創元社、世界少年少女文学全集7） 1955
- 『秘密の階段』（カロリン・キーン、秋元書房）1956
- 『マルタの鷹』（ダシール・ハメット、新潮社、探偵小説文庫)  1956
- 『血の収穫』（ダシール・ハメット、東京創元社） 1956、のち創元推理文庫、のち嶋中書店・嶋中文庫
- 『ブライト島の乙女』（メイベル・ロビンスン、秋元書房） 1957
- 『人魚とビスケット』（J・M・スコット、東京創元社、世界大ロマン全集）1957
- 『放浪児キム』（キップリング、東京創元社、世界少年少女文学全集） 1958
- 『ガールフレンド』（ベティ・カヴァナ、秋元書房） 1958
- 『ゴルゴダの七』（アントニー・バウチャー、東京創元社、世界推理小説全集) 1958
- 『エジプト十字架の秘密』（エラリー・クイーン、新潮文庫） 1958
- 『死者の誘い』（The Return、ウォルター・デ・ラ・メア、東京創元社） 1958、のち創元推理文庫
- 『小説の諸相』（フォスター、新潮文庫） 1958
- 『冒険はわが宿命』（ドッド・オズボーン、東京創元社、世界大ロマン全集63） 1959
- 『育ちざかり』（ベティ・カヴァナ、秋元書房） 1959
- 『棺のない死体』（クレイトン・ロースン、創元社） 1959、のち創元推理文庫
- 『ロシア共産主義の歴史と意味』（ベルジヤーエフ、新谷敬三郎共訳、白水社「著作集7巻」） 1960
- 『もの思う頃』（ジェサミン・ウエスト、秋元書房）1960
- 『高校同級生』（ビヴァリ・クリアリイ、秋元書房） 1960
- 『わが読書』（ヘンリー・ミラー、新潮社） 1960
- 『帽子収集狂事件』（ディクスン・カー、創元推理文庫） 1960
- 『ブラウン神父物語』（チェスタートン、中央公論社、世界推理名作全集）1961、のち嶋中文庫
- 『郵便配達は二度ベルを鳴らす』（ジェイムズ・M・ケイン、東京創元社、世界名作推理小説大系19） 1961、のち新潮文庫
- 『フレンチ警部最大の事件』（F・W・クロフツ、新潮文庫） 1962
- 『ハワイ』（ジェイムズ・ミッチナー、時事通信社） 1962
- 『バスカーヴィルの犬』（アーサー・コナン・ドイル、中央公論社） 1963
- 『マーニイ』（ウインストン・グレアム、早川書房、世界ミステリシリーズ） 1963
- 『赤毛組合』（ドイル、中央公論社、世界推理小説名作選） 1963
- 『ジェイン・エァー』（シャーロット・ブロンテ、集英社、世界の名作） 1964
- 『武装せる予言者 トロッキー』（アイザック・ドイッチャー、橋本福夫, 山西英一共訳、新潮社）1964、のち新評論
- 『武力なき予言者 トロツキー』（アイザック・ドイッチャー、橋本福夫, 山西英一共訳、新潮社）1964、のち新評論
- 『武器よさらば』（アーネスト・ヘミングウェイ、集英社、世界文学全集）1966
- 『宝島』（スティーヴンソン、旺文社文庫） 1969
- 『ビグ・サーとヒエロニムス・ボッシュのオレンジ』（ヘンリー・ミラー、新潮社、ヘンリー・ミラー全集13）1971、のち文遊社 2015
- 『ヘンリー・ミラー』（キングスリー・ウィッドマー、筒井正明共訳、北星堂書店） 1971
- 『スタイルズの怪事件』（アガサ・クリスチィ、創元推理文庫） 1976
- 『チョールフォント荘の恐怖』（クロフツ、創元推理文庫） 1977
- 『1876』（ゴア・ヴィダール、早川書房） 1978
- 『ニッケル・マウンテン』（ジョン・ガードナー、早川書房、ハヤカワ・リテラチャー） 1979
- 『アーロン・バアの英雄的生涯』（ゴア・ヴィダール、早川書房） 1981

### グレアム・グリーン
- 『愛の終り』（グレアム・グリーン、新潮社） 1952、のち新潮文庫、その後『情事の終り』に改題
- 『内部の男』（グレアム・グリーン、新潮社、現代イギリス文学叢書）1954
- 『地図のない旅』（グレアム・グリイン、新潮社） 1954
- 『おとなしいアメリカ人』（グレアム・グリーン、早川書房） 1956、のちハヤカワepi文庫グレアム・グリーン・セレクション
- 『ハバナの男』（グレアム・グリーン、早川書房、グレアム・グリーン選集13） 1959
- 『燃えつきた人間』（グレアム・グリーン、早川書房） 1961
- 『コンゴ・ヴェトナム日記』（グレアム・グリーン、早川書房、グレアム・グリーン選集15）1965
- 『喜劇役者』（グレアム・グリーン、早川書房）1967
- 『旦那さまを拝借 性生活喜劇十二篇』（グレアム・グリーン、山口午良共訳、早川書房） 1971
- 『グレアム・グリーン自伝』（グレアム・グリーン、早川書房） 1974

### E・S・ガードナー / A・A・フェア
- 『門番の飼猫』（E・S・ガードナー、早川書房、世界探偵小説全集） 1955、のち文庫
- 『どもりの主教』（E・S・ガードナー早川書房、世界探偵小説全集)  1956
- 『駈け出した死体』（E・S・ガードナー、早川書房、世界探偵小説全集) 1957、のちハヤカワ・ミステリ文庫
- 『ビロードの爪』（ガードナー、中央公論社、世界推理名作全集10）1960、のち嶋中文庫
- 『おめかけはやめられない』（A・A・フェア、早川書房、世界ミステリシリーズ） 1962

### サマセット・モーム
- 『ラムベスのライザ』（サマセット・モーム、新潮社、サマセット・モーム全集01） 1955
- 『手紙 / 園遊会まで 短篇集 Ⅱ』（サマセット・モーム、新潮社、サマセット・モーム全集16） 1955
  - 『モーム短篇集 第3 手紙・環境の力』『4 園遊会まで』（サマセット・モーム、新潮文庫） 1961
- 『魔術師』（サマセット・モーム、新潮社、サマセット・モーム全集29） 1958、のち国書刊行会、世界幻想文学大系、ちくま文庫
- 『ジゴロとジゴレット 短篇集 Ⅶ』（サマセット・モーム、新潮社、サマセット・モーム全集30） 1958
  - 『モーム短篇集 第13 ジゴロとジゴレット』『14 人生の実相』（サマセット・モーム、新潮文庫） 1963
- 『作家の立場から』随想集（サマセット・モーム、新潮社、全集・別巻） 1962